# Felsőbalázsfalva
Felsőbalázsfalva (románul Blăjenii de Sus, korábban Blașfalăul de Sus, németül Oberblasendorf, az erdélyi szász nyelven Ewerst-Bluesendref) település Romániában, Beszterce-Naszód megyében.

## Fekvése
Besztercétől 13 km-re nyugatra, Alsóbalázsfalva, Kajla, Szásztörpény és Beszterce közt fekvő település.

## Története
1292-ben Balas de Ruzua néven említik először. A reformáció idején lakosságának egy része a lutheránus, másik része a református vallást vette fel, ebből következik, hogy ekkoriban vegyes német - magyar lakossága volt. A középkori templomot a lutheránus németek foglalták le maguk számára, de 1700-ra annyira megcsappant a számuk, hogy csak egy német család maradt a faluban. Ekkor a templom a reformátusok kezére került, de nemsokára az ő számuk is annyira megcsappant, hogy hívek hiányában a református püspökség eladta az időközben beköltözött görög - katolikus románoknak, akik saját vallásuk követelményeinek megfelelően átépítették.
A település a trianoni békeszerződésig Beszterce-Naszód vármegye Jádi járásához tartozott.

## Lakossága
1910-ben 590 lakosából 487 román, 89 cigány, 11 német és 3 magyar volt.
2002-ben 418 lakosa volt, ebből 391 román és 27 cigány

## Híres emberek
- Itt született 1882-ben Nicolae Bălan erdélyi ortodox püspök.